# Гендель-Шютц, Генриетта
Генриетта Гендель-Шютц (нем. Henriette Hendel-Schütz; 1772—1849) — немецкая театральная актриса, ставшая известной благодаря своим пантомимным выступлениям на мифологические и исторические темы, в подражание знаменитым произведениям искусства различных стилей и эпох.

## Биография
Родилась 13 февраля 1772 года в Дёбельне (Курфюршество Саксония) в театральной семье. Училась пению и танцу у Иржи Бенда и Антона Швейцера. С детства выступала на сцене вместе с отцом. В 1781 году, в возрасте девяти лет, начала участвовать в балетных спектаклях одного из берлинских театров (возможно, Придворной оперы). В 1785 году, после окончания ангажемента, переехала в Шведт, где выступала в придворном театре маркграфа Фридриха Генриха.
В 1788 году, в возрасте 16 лет, вышла замуж за тенора Фридриха Эунике (1764—1844). Вместе с мужем гастролировала по Европе: супруги выступали в Бонне и Майнце (1789), в Амстердаме (1792—1794), во Франкфурте-на-Майне (1794). 
Во Франкфурте Генриетта познакомилась с художником Фридрихом Регбергом, рисовавшим знаменитые позировки леди Гамильтон в неоклассическом стиле и в том же 1794 году опубликовавшем альбом из 12 гравюр Томаса Пироли (англ. Thomas Piroli), исполненных по его рисункам. Возможно, именно тогда она увлеклась новым исполнительским жанром, вошедшим в моду — живыми картинами. 
В 1796—1806 годах Генриетта вновь работала в Берлине, в труппе Национального театра (нем. Königliches Nationaltheater), которым тогда руководил Август Иффланд. В следующем, 1797 году, она развелась со своим первым мужем. 
В 1807 году работала в Городском театре в Галле. Здесь она начала сотрудничать с археологом Карлом Бёттигером: вместе они создавали костюмы и оформление для живых картин на тему мифологии и истории искусств, которые Генриетта Гендель-Шютц с успехом демонстрировала начиная с 1810 года. 
В 1817 году она приехала в Париж, где начала давать свои представления в театре «Одеон» а также на специально оборудованной частной сцене:32. Драматург Теофиль Дюмерсан оставил описание одного из её выступлений:

перед «обществом, состоявшим из первоклассных учёных и художников... одетая в лёгкую тунику и окутанная просторным покрывалом из тончайшей шерсти, она объявила, что представит произведения скульптуры начиная от её истоков... С покрывалом, стянутым на лбу и ниспадающим ровными длинными складками до полу, она изобразила Изиду, таинственную эмблему природы». Изида превратилась в лежащего сфинкса, за ним последовали позы кариатид. «Египетский стиль сменила прекрасная пора Греции, и г-жа Шютц сумела сообщить бо́льшую грацию своим движениям и позам». Появились элементы сюжета: мраморная Галатея обретала жизнь и способность чувствовать, Ниобея пыталась спасти от гнева Аполлона своих дочерей, роли которых исполняли три девушки. Образы скульптуры сменила живопись. Представляя Магдалину, Шютц переходила «от выразительности фигуры, призванной соблазнять и нравиться, к передаче раскаяния». Изысканная публика сочла, что искусство Шютц «свидетельствует о глубоком и даже утончённом изучении различных школ скульптуры и живописи»— T. Dumersan. Annales encyclopédiques:34.
Начиная с 1824 года она жила в Кёзлине (Пруссия), где и скончалась 4 марта 1849 года, была похоронена на Старом кладбище.

### Личная жизнь
В 1788 году Генриетта вышла замуж за певца Фридриха Эунике. Развелась с ним менее чем 10 лет спустя, в 1797 году. Затем ещё трижды выходила замуж: двое из её мужей были врачами, третий — профессор-историк.